# Accidente ferroviario de Iturbe de 1945
Se conoció como accidente ferroviario de Iturbe al poco recordado desastre que ocurrió en dicha localidad, en plena Quebrada de Humahuaca, Jujuy, el día 9 de septiembre de 1945. Hecho en el que 36 personas resultaron muertas y más de 50 heridas.

## Hechos
En la madrugada del día 9 de septiembre de 1945 el tren coloquialmente llamado “El Panamericano” proveniente de la ciudad de La Paz, Bolivia tenía como destino a la estación Retiro de Buenos Aires llevando en su interior cientos de pasajeros.
En plena noche el tren partió de su parada habitual en la ciudad de La Quiaca. Horas más tarde, pero aún de noche, cerca de la estación Iturbe, al comprobar su chofer que se encontraba bastante retrasado decide incrementar demasiado la velocidad de la formación, cuando el tren se disponía a cruzar por encima del puente que cruza el río Grande descarrila haciendo que varios coches salten por los aires y caigan sobre el propio río dejando una escena espeluznante.
Las primeras noticias llegaron al Aeródromo de Jujuy, cuando un avión que cruzaba el cielo jujeño, alrededor de las 6 de la mañana alertó por radio sobre el accidente y de inmediato el ejército, la policía, ambulancias y médicos, partieron hacia el lugar del siniestro. 
Casi al anochecer, llegaron en un coche motor desde Jujuy los ataúdes para colocar a los fallecidos y trasladarlos a la ciudad capital, donde fueron entregados a sus familiares. Los heridos fueron trasladados a San Salvador de Jujuy, a La Quiaca, a Humahuaca y Abra Pampa.
Si bien las primeras informaciones que llegaban alarmaban ya que decían que el número de víctimas era mayor a 80 personas los servicios médicos consignaron que en el accidente habían fallecido 36 personas, entre ellos el maquinista y el foguista. El gobierno de la provincia de Jujuy dispuso un día de duelo.
Actualmente muy pocos recuerdan este accidente y el servicio del tren “Panamericano” dejó de funcionar en 1994.